# Шарибовка
Шарибовка (бел. Шарыбаўка) — деревня в Кошелёвском сельсовете Буда-Кошелёвского района Гомельской области Белоруссии.
Рядом есть залежи суглинков.

## География

### Расположение
В 8 км на север от районного центра и железнодорожной станции Буда-Кошелёвская (на линии Жлобин — Гомель), 49 км от Гомеля.

## Транспортная сеть
Транспортные связи по просёлочной, затем автомобильной дороге Чечерск — Буда-Кошелёво. Планировка состоит из прямолинейной широтной улицы, пересекаемой второй прямолинейной улицей меридиональной ориентации, к центру которой присоединяется с запада короткая прямолинейная улица. Застройка двусторонняя, деревянными домами усадебного типа.

## История
По письменным источникам местность, где позже возникла деревня, была известна как земля Сарибавщина, которая числилась за деревней Липиничи и в 1566 году была передана Б. Даниловичу. Первое строительство на этих землях относятся к XVIII веку. В 1799 году во владении Дария-Дерноловичей. В 1897 году работали хлебозапасный магазин (с 1880 года), 2 ветряные мельницы, трактир, в Кошелёвской волости Рогачёвского уезда Могилёвской губернии. В фольварке, находившемся рядом, — 2 кирпичных завода. В 1901 году церковно-приходская школа преобразована в народное училище, для которого в 1903 году построено новое здание (в 1907 году 65 учеников). При училище имелась библиотека. В 1909 году 784 десятин земли.
В 1925 году в Липиничском сельсовете Буда-Кошелёвского района Бобруйского округа. Интенсивно застраивалась деревня в 1930-х годах, сложились две разделённые небольшим ручьём деревни: Старая Шарибовка (восточная часть) и Новая Шарибовка (северо-западная часть). В 1930 году созданы колхозы «Красный пахарь» и «Авангард», работали 2 кузницы, кирпичный завод и шерсточесальня. Во время Великой Отечественной войны оккупанты сожгли 14 дворов и школу. Освобождена 28 ноября 1943 года. В боях за деревню в ноябре 1943 года погибли 52 солдата и 1 партизан (похоронены в братской могиле на восточной окраине), 57 жителей деревни погибли на фронте.
С 1960-х годов деревни Старая Шарибовка и Новая Шарибовка слились в один населённый пункт. Центр совхоза «Шарибовский». Механические мастерские, комбинат бытового обслуживания, базовая школа, Дом культуры, библиотека, фельдшерско-акушерский пункт, детский сад, отделение связи, столовая, магазин.

## Население

### Численность
- 2004 год — 181 хозяйство, 466 жителей.

### Динамика
- 1799 год — 24 хозяйства.
- 1897 год — 101 двор, 659 жителей; в фольварке — 3 двора, 30 жителей (согласно переписи).
- 1909 год — 111 дворов, 678 жителей.
- 1925 год — 219 дворов.
- 1940 год — 519 жителей.
- 1959 год — Старая Шарибовка — 360 жителей; Новая Шарибовка — 336 жителей (согласно переписи).
- 2004 год — 181 хозяйство, 466 жителей.

## Достопримечательность
- Дуб черешчатый «Буда-Кошелевский-1»[2], в 2,5 км к юго-западу от деревни — ботанический памятник природы республиканского значения.

## Известные лица
- Марцелев, Станислав Викторович — член-корреспондент Национальной академии наук Беларуси, доктор исторических, профессор, заслуженный деятель науки Республики Беларусь, лауреат Государственной премии БССР.